# Садулах бей
Садуллах бей с пълно име Али Садуллах Гуней (1838, Ерзурум – 1891, Виена) е османски паша и дипломат.
Той е посланик в Берлин, когато подписва Берлинския договор, преди това и Санстефанския мирен договор. Посланик е също и във Виена, където умира.
Бил е в генералния щаб на османците по време на балканските им войни.
Турският посланик Садуллах бей беше учтив мъж, който се шляеше насам-натам, както французите се изразиха, „като проклета душа“. Нещо изглеждаше му тежеше тежко и неслонимо. По-мелахонлично човешко същество никога не бях виждал и не ме изненада, когато няколко години по-късно ми беше казано, че след една от революциите в двореца в Цариград, е бил екзекутиран за загавор за ликвидирането на султана – Андрю Диксън Уайт.

Според други се пропива и умира не след дълго след Берлинския конгрес.